# Näsmarkerna
Näsmarkerna är ett naturreservat i Nora kommun i Örebro län.
Området är naturskyddat sedan 1982 och är 58 hektar stort. Reservatet består av betesmark med tallskogar, ängsgranskogar och partier med lövträd.